# 下白滝信号場
下白滝信号場（しもしらたきしんごうじょう）は、北海道紋別郡遠軽町下白滝にある北海道旅客鉄道（JR北海道）石北本線の信号場である。電報略号はモキ。事務管理コードは▲122516。旅客営業時の駅番号はA47。

## 歴史
当初駅として設置されたが、2016年（平成28年）3月26日に旅客営業を廃止し、信号場となった。廃止時点では普通列車も一部が通過する、停車列車が少ない駅だった。

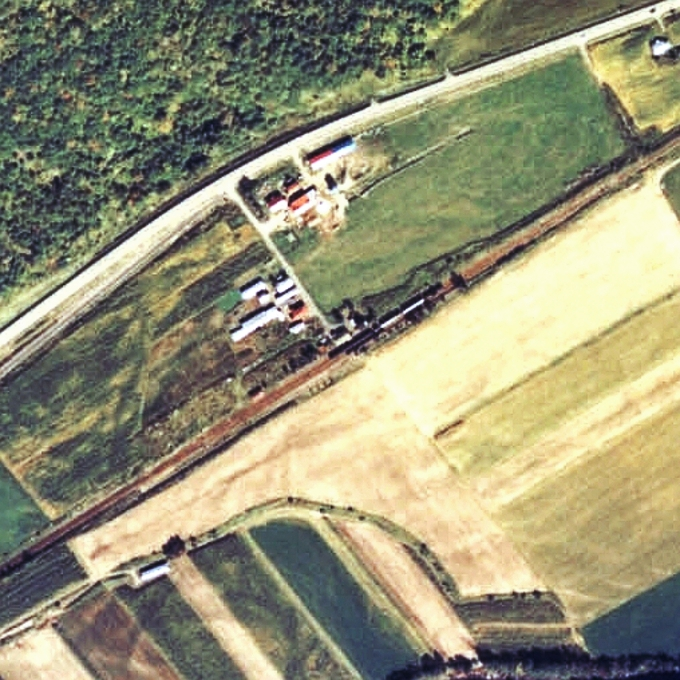
1977年の下白滝駅と周囲約500m範囲。右が遠軽方面。

- 1929年（昭和4年）8月12日：鉄道省石北東線丸瀬布駅 - 白滝駅間開業にともない下白滝駅として開業[3][4]。一般駅[1]。
- 1932年（昭和7年）10月1日：新旭川駅 - 野付牛駅間を石北線と線名改称[4]。
- 1947年（昭和22年）8月18日：同日未明に当駅付近を走行中の上り貨物列車にて、機関車からの火の粉が積み荷のミブヨモギ（英語: Artemisia maritima）（回虫駆除剤「サントニン」の原料）に引火、当駅で消火後留置線で解放した際、下り勾配を遠軽駅方へ逸走[5]。丸瀬布駅を通過し、丸瀬布駅 - 瀬戸瀬駅間で後部7両が脱線。残る車両は後部車両が脱線した際にブレーキホースが切れブレーキがかかり、瀬戸瀬駅付近の鉄橋で停止[5]。
- 1949年（昭和24年）6月1日：公共企業体である日本国有鉄道に移管。
- 1961年（昭和36年）4月1日：所属路線が石北本線に改称[4]。
- 1974年（昭和49年）10月1日：貨物取扱い廃止[1]。
- 1983年（昭和58年）1月10日：荷物取扱い廃止[1]。CTC導入により無人化[6]。
- 1987年（昭和62年）4月1日：国鉄分割民営化によりJR北海道に継承[1][4]。
- 2015年（平成27年）7月21日：2016年3月実施予定のダイヤ改正で当駅を廃止する方針を遠軽町へ通知[7]。
- 2016年（平成28年）3月26日：利用者減少とダイヤ改正に伴い、旅客扱いを廃止[8]。下白滝信号場となる[9]。
  - 駅廃止直前、利用者が自由にメッセージを書き込める「駅ノート」が失われていることが判明した。盗難の可能性もあるとみて地元住民等が施設の見回りを行っている[10]。

## 構造
2線を有する単線行き違い型信号場である。旧2番線は両方向に出発信号機があるため、2線を下り列車2本で使用することも可能である。
駅だった頃は、千鳥状に完全にずれた相対式ホーム2面2線の地上駅で、遠軽駅管理の無人駅だった。互いのホームは構内踏切で連絡していた。
| 1 | ■石北本線 | （下り） | 遠軽・北見・網走方面 |
| 2 | ■石北本線 | （上り） | 白滝・上川・旭川方面 |

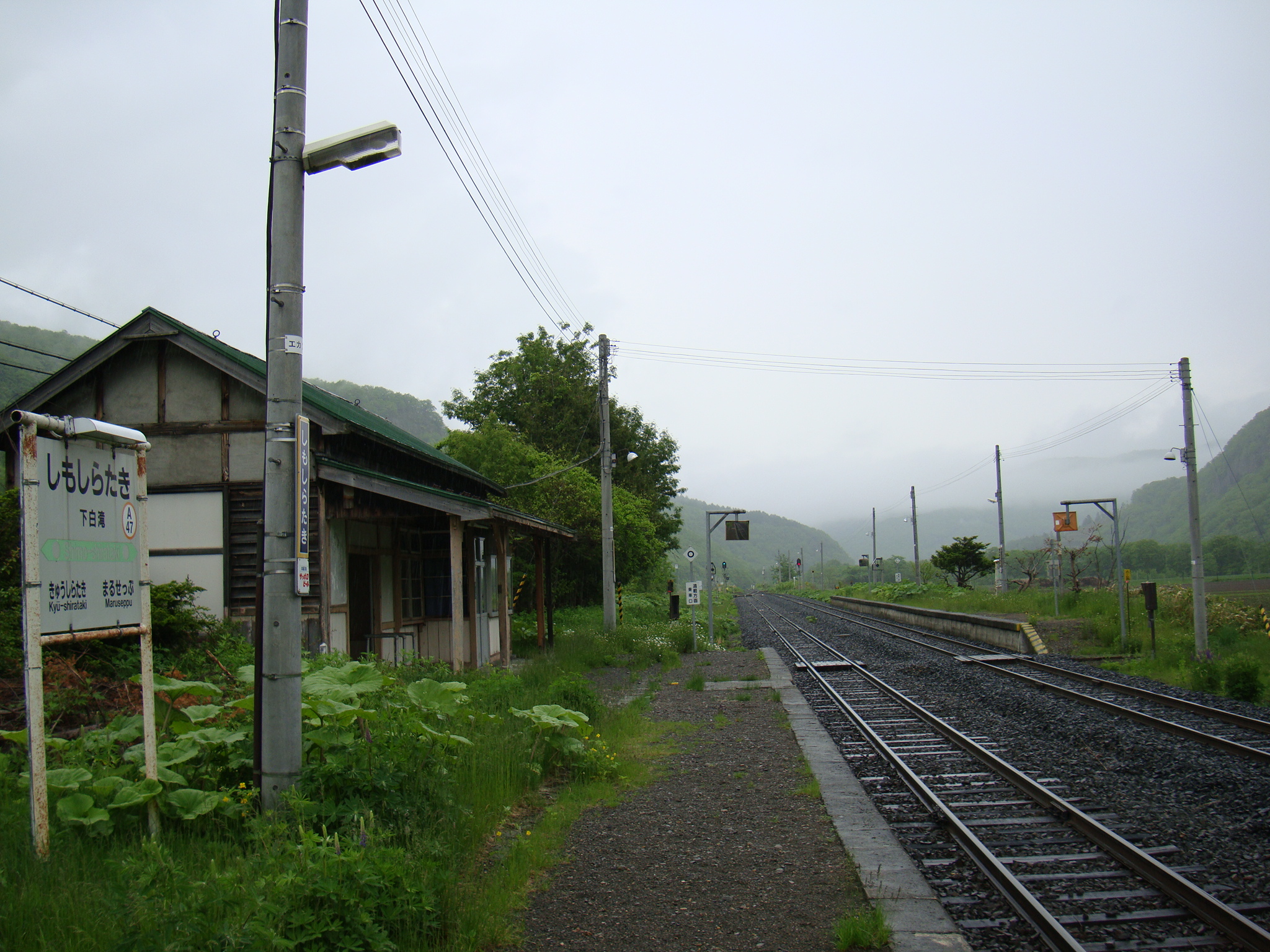
ホーム（2009年6月）
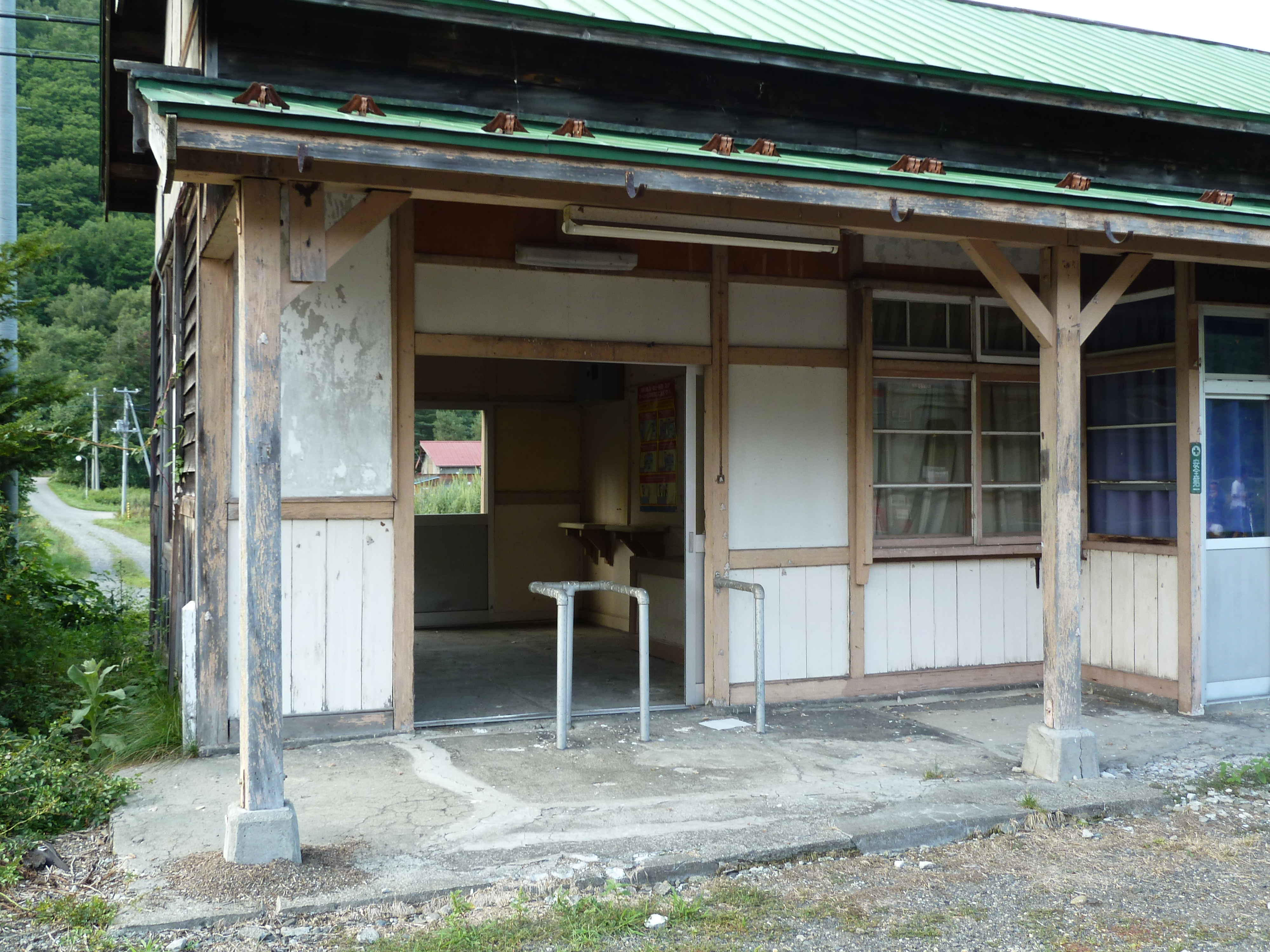
有人時代の改札跡（2011年8月）

## 利用状況
乗車人員の推移は以下のとおり。年間の値のみ判明している年については、当該年度の日数で除した値を括弧書きで1日平均欄に示す。乗降人員のみが判明している場合は、1/2した値を括弧書きで記した。
また、「JR調査」については、当該の年度を最終年とする過去5年間の各調査日における平均である。
| 年度               | 乗車人員 | 乗車人員 | 乗車人員    | 出典   | 備考 |
| 年度               | 年間     | 1日平均  | JR調査      | 出典   | 備考 |
| ------------------ | -------- | -------- | ----------- | ------ | ---- |
| 1978年（昭和53年） |          | 6        |             | [ 11 ] |      |
| 2015年（平成27年） |          |          | 「1名以下」 | [ 12 ] |      |

## 周辺
民家は少ない。
- 国道333号
- 湧別川
- 村名発祥の滝

## 隣の施設
北海道旅客鉄道（JR北海道）
■石北本線
白滝駅 (A45) - *旧白滝駅 (A46) - 下白滝信号場 - 丸瀬布駅 (A48)
*打消線は廃駅